# Jan2
Jan2（ジャンジャン）は、松竹芸能所属の女性お笑いコンビ。

## 概要
本来の表記は「2」が「JAN」の肩に乗る「JAN2」だが、ウェブ上では「JAN2」でまかり通っている。テレビ大阪の『きらきらアフロ』で、オセロの松嶋尚美が妹分として話題に取り上げたことがあり、松嶋の言う通り2人とも割とハイレベルなルックスを誇る。最近は、大阪情報箱という大阪府のPR番組でよく見かけられる。
名前の由来は、2人がかつてアイドルであった時代に初めて歌ったのがパチンコの歌であったことから、「ジャンジャン」。芸人としての活動以外にも、フラダンスの講師を務めたり、ハワイアン体操のセミナーを開いたりしている。

## 芸風
カヲルがウクレレを演奏し、エリカがマラカスを演奏するハワイアンミュージックを用いた漫才を行う。

## メンバー
| メンバー | 出生 - 死亡     | 本名      | 出身地         | 備考 |
| -------- | --------------- | --------- | -------------- | --- |
| カヲル   | 1978年5月14日 - | 近藤 薫   | 大阪府大阪市   | - うすい顔の方。 - 正面を向いていると「鼻の穴がよく見える」と他人から指摘されることがしばしばある。 - 結婚をして2児の母である。 |
| エリカ   | 1979年1月11日 - | 桑原 栄子 | 大阪府寝屋川市 | - こい顔の方。 - 少林寺拳法の達人。「肌が疲れている」と他人から指摘されることがしばしばある。 - 教員免許を所持している。 - 体操及びヨガインストラクターの資格も持ち、地元寝屋川市でヨガ教室を開いている。 - 結婚をして2児の母である。 |

## 出演

### 現在の出演番組
- リサイクルショップドリーム（ベイ・コミュニケーションズ）
- TSUKIMURA CAFE（奈良シティエフエムコミュニケーションズ）

### 過去の出演番組

#### テレビ
- 大阪情報箱（テレビ大阪）
- ACTであつこ（びわ湖放送）
- びわ湖カンパニー（びわ湖放送）
- 痛快!明石家電視台（毎日放送）
- たかじん胸いっぱい（関西テレビ）
- すっぴんテレビ（東海テレビ）
- らくらぶ。（KBS京都）
- めちゃ×2イケてるッ!（フジテレビ）
- こたえてちょーだい!（フジテレビ）

#### ラジオ
- MEGAHIT! COUNTDOWNWEST（ラジオ大阪）

### CM
- 日本直販
- 花キューピット